# Comercio transíndico
El comercio transíndico ha sido un factor clave en los intercambios entre Occidente y Oriente a lo largo de la historia. El comercio a larga distancia de dhows y praos convirtió al océano Índico en una zona dinámica de interacción entre pueblos, culturas y civilizaciones que se extiende desde el sudeste asiático hasta el este y el sudeste de África y el Mediterráneo oriental en los períodos prehistóricos e históricos tempranos. Las ciudades y los estados del borde del Índico se centraron tanto en el mar como en la tierra.

## Periodo temprano

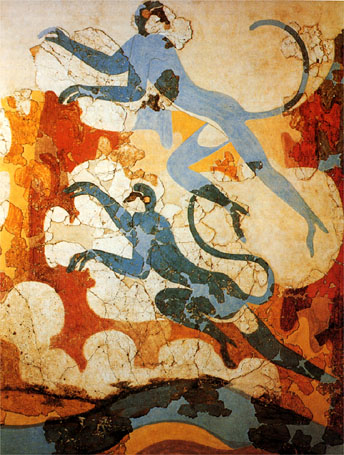
Monos con cola en forma de S representados en los frescos de los siglos y a. C. en Akrotiri en la isla egea de Thera fueron identificados recientemente como langures grises.

Había una extensa red de comercio marítimo que operaba entre las civilizaciones de Harappa y Mesopotamia ya en la fase media de Harappa (2600-1900 a. C.), y gran parte del comercio estaba a cargo de "comerciantes intermediarios de Dilmún" (las modernas Baréin y Failaka ubicadas en el Golfo Pérsico).
Varios asentamientos costeros como Sotkagen-dor (a horcajadas sobre el río Dasht, al norte de Jiwani), Sokhta Koh (a horcajadas sobre el río Shadi, al norte de Pasni) y Balakot (cerca de Sonmiani) en Pakistán junto con Lothal en el oeste de la India, dan testimonio de su papel como Harappan. puestos de comercio. Los puertos poco profundos ubicados en los estuarios de los ríos que desembocan en el mar permitían un rápido comercio marítimo con las ciudades.

### Red comercial indomediterránea
Un estudio arqueológico reciente ha puesto de relieve un creciente corpus de pruebas que respaldan los contactos marítimos directos entre el Egipto de la edad de Bronce y la India a través del mar Rojo. Académicos como Gergory Possehl también han propuesto actividades marítimas entre la civilización del valle del Indo y África Oriental. La actividad marítima en la red comercial del océano Índico oriental se había extendido para incluir a Japón ya en el período Yayoi (siglo III a. C.), como lo demuestra el descubrimiento de cuentas del Indo-Pacífico.

## Red de comercio marítimo austronesio

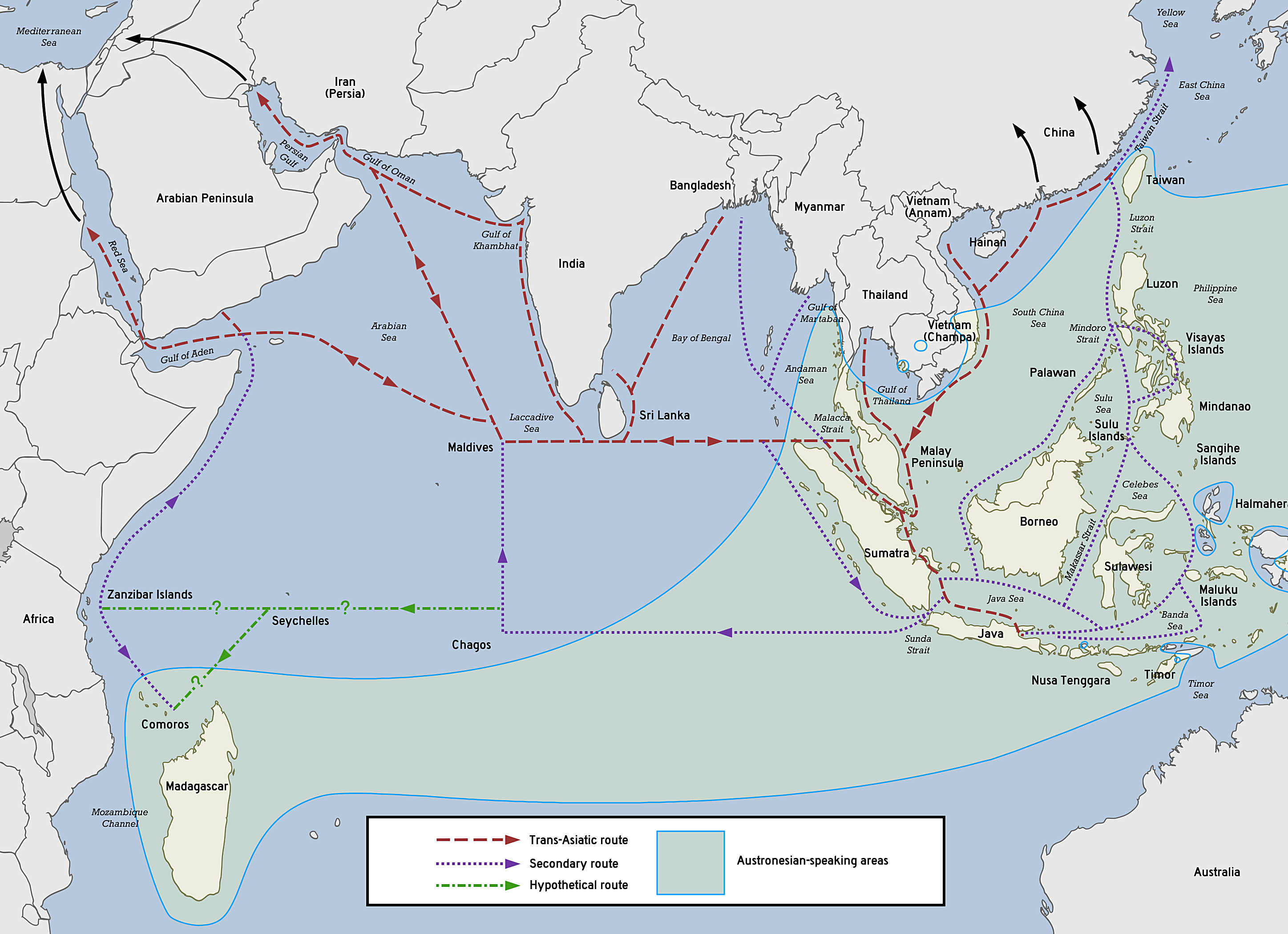
Red de comercio marítimo austronesia protohistórica e histórica en el Océano Índico.

La primera verdadera red de comercio marítimo en el océano Índico fue la de los pueblos austronesios de las islas del sudeste asiático, que construyeron los primeros barcos oceánicos. Se establecieron rutas comerciales con el sur de la India y Sri Lanka en el año 1500 a. C., marcando el comienzo de un intercambio de cultura material (como catamaranes, canoas, y otras embarcaciones ligeras, y buyo ) y cultígenos (como cocos, madera de sándalo, plátanos y caña de azúcar); así como conectar las culturas materiales de India y China. Los indonesios, en particular, comerciaban con especias (principalmente canela y casia) con África Oriental utilizando catamaranes y embarcaciones con estabilizadores y navegando con la ayuda de los vientos del oeste en el Océano Índico. Esta red comercial se expandió para llegar hasta África y la Península arábiga, lo que resultó en la colonización austronesia de Madagascar en la primera mitad del primer milenio d. C. Continuó hasta tiempos históricos, convirtiéndose más tarde en la Ruta Marítima de la Seda.

## Periodo helenístico y romano

El comercio romano con la India según el Periplus Maris Erythraei,

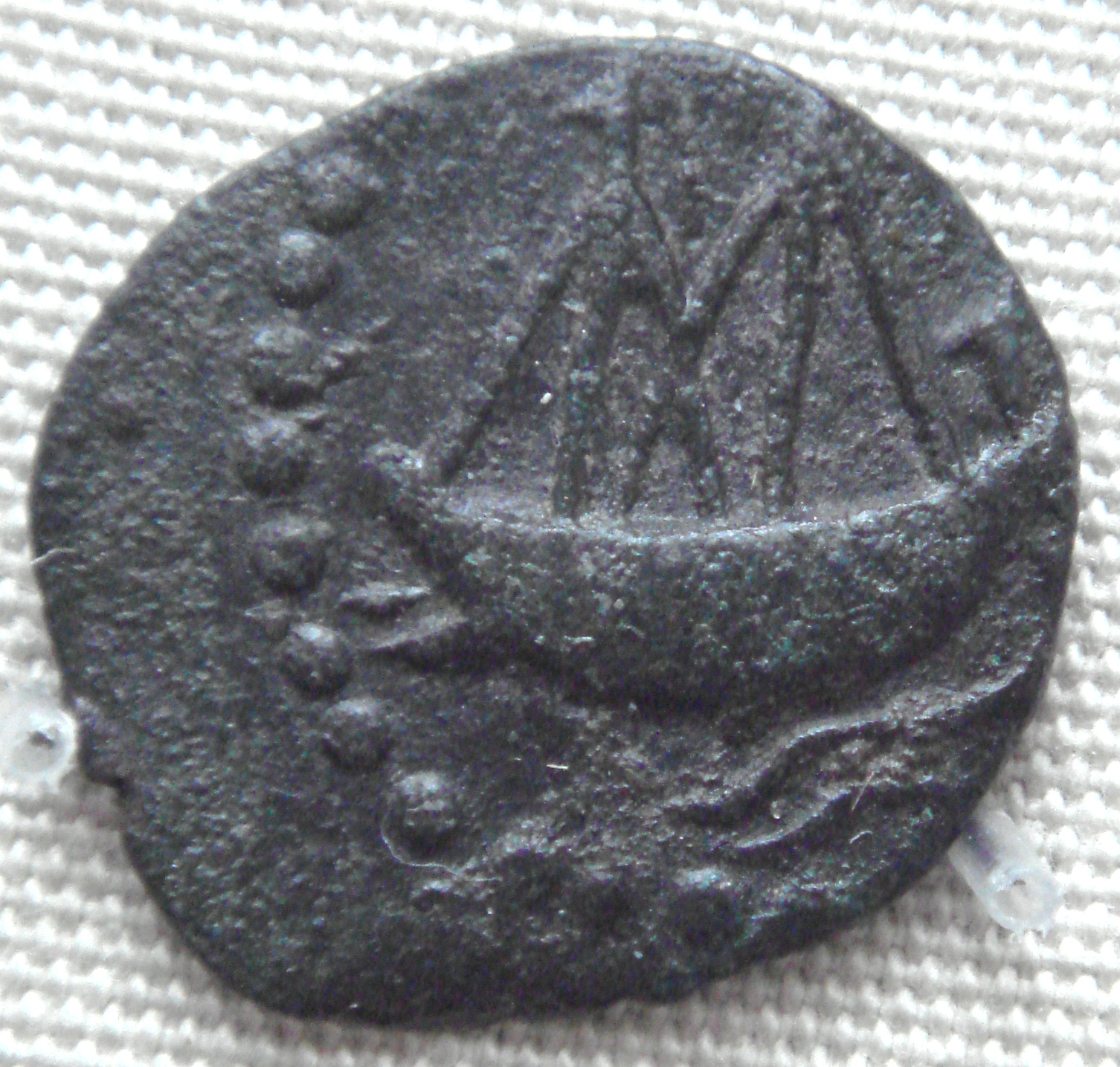
Barco indio en moneda de plomo de Vasisthiputra Sri Pulamavi.

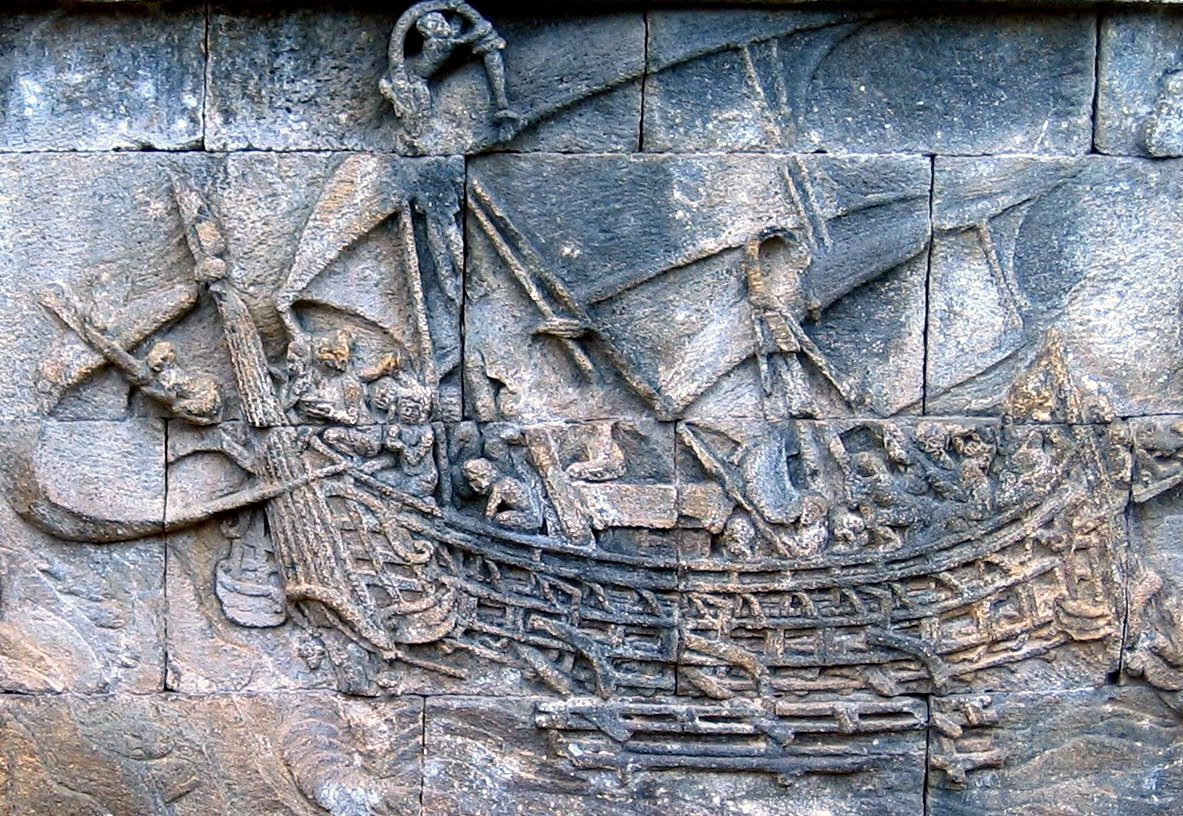
Panel en relieve de un barco en Borobudur, siglos -.

El comercio entre la India y el reino ptolemaico griego fue iniciado por Eudoxo de Cícico en 130 a. C. Desde Egipto, las mercancías podían enviarse a puertos de todo el Mediterráneo. La apertura de los puertos del Mar Rojo por parte del Reino y la mejora del conocimiento de los monzones estacionales dieron como resultado un aumento sustancial del comercio.
La consolidación de la administración de la cuenca mediterránea bajo el imperio romano supuso el fortalecimiento del comercio marítimo directo con India y la eliminación de los impuestos extraídos previamente por los intermediarios de diversas rutas comerciales terrestres. El comercio entre el Imperio Romano y la India alcanzó su punto máximo durante los dos primeros siglos de la Era Común, facilitado por la paz y la prosperidad que surgieron comenzando con el reinado del emperador romano Augusto (27 a. C. - 14 d. C.) y terminando con la plaga de Antonino.
Según Estrabón:

En cualquier caso, cuando Galo era prefecto de Egipto, lo acompañé y ascendí el Nilo hasta Syene y las fronteras del Reino de Aksum (Etiopía), y me enteré de que hasta ciento veinte embarcaciones navegaban desde Mios Hormos hacia el subcontinente, mientras que anteriormente, bajo el Ptolomeos, solo pocos se atrevieron a emprender el viaje y realizar el tráfico de mercancías indias.

La mención de Estrabón del gran aumento del comercio tras la anexión romana de Egipto indica que el monzón era conocido y utilizado para el comercio en su época. Se utilizó tanto oro para este comercio, y aparentemente reciclado por el Imperio Kushán para su propia acuñación, que Plinio el Viejo (NH VI.101) se quejó de la fuga de especies a la India.

### Puertos romanos
Los tres principales puertos romanos implicados en el comercio oriental eran Arsínoe, Berenice y Myos Hormos. Arsínoe fue uno de los primeros centros comerciales, pero pronto fue eclipsado por Myos Hormos y Berenice, que eran más accesibles.

#### Arsínoe

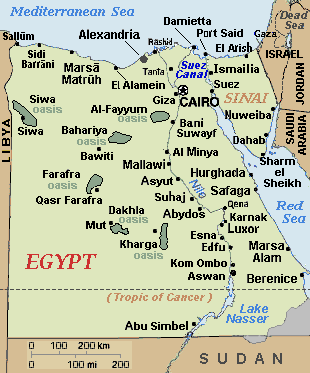
Sitios de puertos egipcios del Mar Rojo, incluidos Alejandría y Berenice.

La dinastía ptolemaica aprovechó la posición estratégica de Alejandría para asegurar el comercio con el subcontinente. El curso del comercio con el este parece haber sido primero a través del puerto de Arsínoe, la actual Suez. Las mercancías del comercio de África Oriental se desembarcaron en uno de los tres principales puertos romanos, Arsínoe, Berenice o Myos Hormos. Los romanos repararon y limpiaron el canal sedimentado desde el Nilo hasta el centro del puerto de Arsínoe en el Mar Rojo. Este fue uno de los muchos esfuerzos que tuvo que realizar la administración romana para desviar la mayor cantidad posible del comercio hacia las rutas marítimas.
Arsínoe finalmente fue eclipsada por la creciente prominencia de Myos Hormos. La navegación hacia los puertos del norte, como Arsínoe-Clisma, se volvió difícil en comparación con Myos Hormos debido a los vientos del norte en el golfo de Suez. Aventurarse a estos puertos del norte presentaba dificultades adicionales como bajíos, arrecifes y corrientes traicioneras.

#### Myos Hormos y Berenice
Myos Hormos y Berenice parecen haber sido importantes puertos comerciales antiguos, posiblemente utilizados por los comerciantes faraónicos del antiguo Egipto y la dinastía ptolemaica antes de caer bajo el control romano.
El sitio de Berenice, desde su descubrimiento por Belzoni (1818), se ha equiparado con las ruinas cerca de Ras Banas en el sur de Egipto. Sin embargo, la ubicación precisa de Myos Hormos se disputa con el latig Abu Sha'ar y los relatos dados en la literatura clásica e imágenes de satélite que indican una probable identificación con Quseir el-Quadim al final de una carretera fortificada de Coptos en el Nilo. El sitio de Quseir el-Quadim se ha asociado además con Myos Hormos después de las excavaciones en el-Zerqa, a mitad de la ruta, que han revelado óstracos que lleva a la conclusión de que el puerto al final de esta carretera pudo haber sido Myos Hormos.

### Puertos del sur de Asia

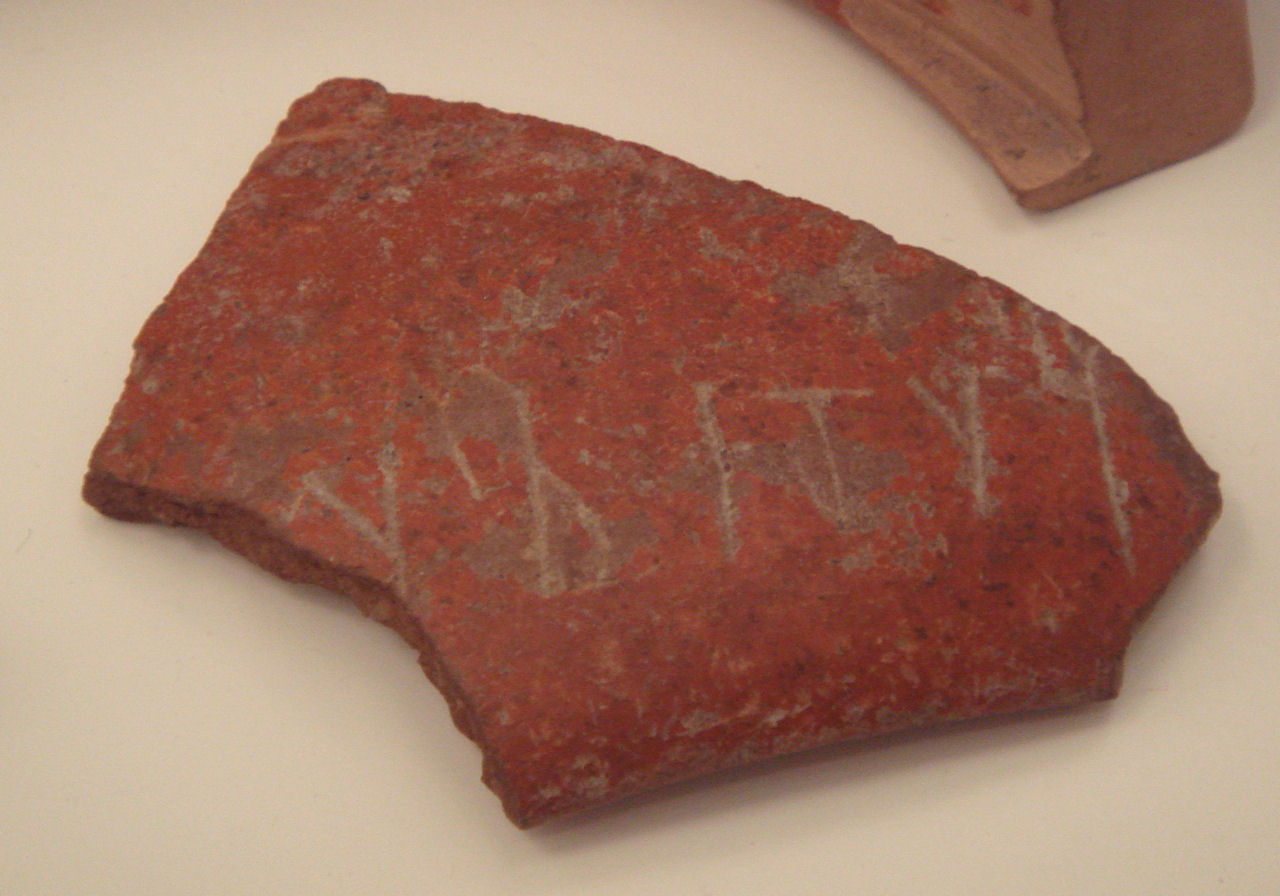
Pieza de cerámica romana de Arezzo, Lacio, encontrada en Virampatnam, Arikamedu. Museo Guimet.

Los puertos regionales de Barbaricum (actual Karachi), Sounagoura (Bangladés central), Barygaza, Muziris en Kerala, Korkai, Kaveripattinam y Arikamedu en el extremo sur de la actual India, fueron los principales centros de este comercio, junto con Kodumanal, una ciudad del interior. El Periplo del Mar Eritreo describe que los comerciantes grecorromanos vendían en Barbaricum "ropa fina, ropa de cama estampada, topacio, coral, estoraque, incienso, vasijas de vidrio, plata y oro y un poco de vino" a cambio de "costus, bedelio, licio, nardo, turquesa, lapislázuli, pieles séricas, tela de algodón, hilo de seda e índigo". En Barygaza compraban trigo, arroz, aceite de sésamo, algodón y telas.

#### Barigaza
El comercio con Barigaza, bajo el control del sátrapa occidental indoescita Nahapana ("Nambanus"), fue especialmente floreciente:

Se importan en esta ciudad-mercado (Barigaza), vino, italiano preferido, también laodiceano y árabe; cobre, estaño y plomo; coral y topacio; ropas finas e inferiores de todo tipo; fajas de colores brillantes de un codo de ancho; estorax, trébol dulce, pedernal, realgar, antimonio, monedas de oro y plata, de las que se obtiene una ganancia cuando se cambia por el dinero del país; y ungüento, pero no muy caro ni mucho. Y para el Rey se traen a esos lugares vasos de plata muy costosos, muchachos cantantes, hermosas doncellas para el harén, vinos finos, ropas finas de los mejores tejidos y los mejores ungüentos. Se exportan de estos lugares nardos, costus, bedelio, marfil, ágata y cornalina, lycium, telas de algodón de todo tipo, telas de seda, telas de malva, hilados, pimienta larga y otras cosas que se traen aquí desde los diversos mercados. . Los que se dirigen a esta ciudad-mercado desde Egipto hacen el viaje favorablemente hacia el mes de julio, es decir, Epiphi.
Periplo del mar Eritreo (párrafo 49).

#### Muziris

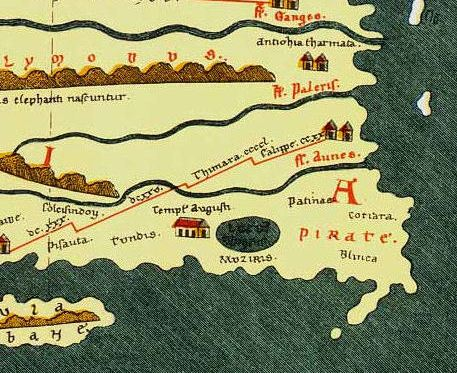
Muziris, mostrada en la Tabula Peutingeriana, con un "Templum Augusti".

Muziris es una ciudad portuaria perdida en la costa suroeste de la India, que fue un importante centro de comercio en la antigua tierra tamil entre el reino de Chera y el Imperio Romano. Su ubicación se identifica generalmente con la actual Cranganore (centro de Kerala). Grandes acumulaciones de monedas e innumerables fragmentos de ánforas encontrados en la ciudad de Pattanam (cerca de Cranganore) han despertado un interés arqueológico reciente por encontrar una ubicación probable de esta ciudad portuaria.
Según el Periplo, numerosos marineros griegos gestionaron un intenso comercio con Muziris:

Luego vienen Naura y Tyndis, los primeros mercados de Damirica (Limyrike), y luego Muziris y Nelcynda, que ahora son de gran importancia. Tyndis es del Reino de Cerobothra (Dinastía Chera); es un pueblo a la vista junto al mar. Muziris, del mismo reino, abunda en barcos enviados allí con cargamentos de Arabia y de los griegos; está situado en un río, distante de Tyndis por el río y el mar quinientos estadios, y río arriba desde la orilla veinte estadios

#### Arikamedu
El Periplo también menciona un mercado llamado Poduke (cap. 60), que G.W.B. Huntingford identificó como posiblemente Arikamedu en Tamil Nadu, un centro de comercio de inicios de la dinastía Chola (ahora parte de Ariyankuppam), a unos 3 km de la moderna Puducherry. Huntingford señala además que se encontró cerámica romana en Arikamedu en 1937, y las excavaciones arqueológicas entre 1944 y 1949 mostraron que era una estación comercial a la que se importaban bienes de fabricación romana durante la primera mitad del siglo I d. C.

### Declive y legado
Después de las guerras romano-sasánidas, las áreas bajo el Imperio Romano Bizantino fueron capturadas por Cosroes II de la dinastía persa sasánida, pero el emperador bizantino Heraclio las reconquistó (628). Los árabes, liderados por 'Amr ibn al-'As, cruzaron a Egipto a finales del 639 o principios del 640 d. C. Este avance marcó el comienzo de la conquista musulmana de Egipto y la caída de puertos como Alejandría, utilizados para asegurar el comercio con el subcontinente por parte del mundo romano desde la dinastía ptolemaica.
El declive en el comercio hizo que el antiguo país tamil se volviera al sudeste asiático para el comercio internacional, donde influyó en la cultura nativa en mayor medida que las impresiones hechas en Roma.

## Período hindú-budista de la Gran India
Los Satavájana desarrollaron empresas de transporte marítimo en el sudeste asiático.
La representación del siglo VIII de un barco  Borobudur navegando en la antigua Java sugiere que existían antiguos vínculos comerciales a través del Océano Índico entre Indonesia y Madagascar y África Oriental, veces conocida como la Ruta de la Canela. El estabilizador simple o doble es una característica típica de los barcos de los marineros austronesios y el barco más probablemente utilizado para sus viajes y exploración a través del sudeste asiático, Oceanía y el Océano Índico. Durante este período, entre los siglos VII y XIII floreció en el archipiélago indonesio el talasocrático imperio Srivijaya que gobierna la red de comercio marítimo en el sudeste asiático y que conecta India y China.

## Viajes chinos

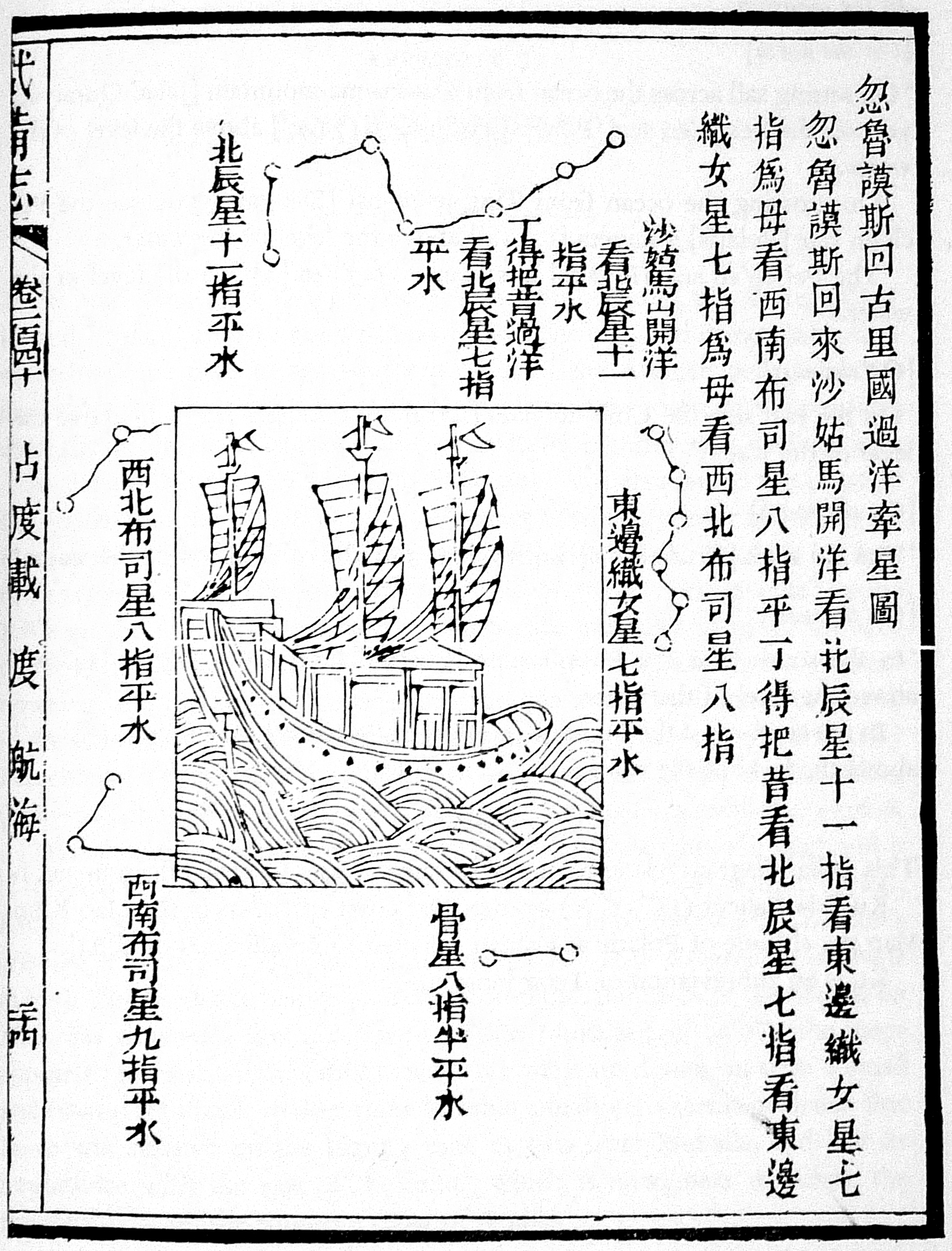
Parte del mapa de navegación de Zheng He que proporciona instrucciones para alinear el barco para viajar de Hormuz a Calicut, 1430

Las flotas chinas bajo el mando de Zheng He atravesaron el Océano Índico durante la primera parte del siglo XV. Las misiones eran más diplomáticas que comerciales, pero se hicieron muchos intercambios de obsequios y productos.

## Comercio japonés

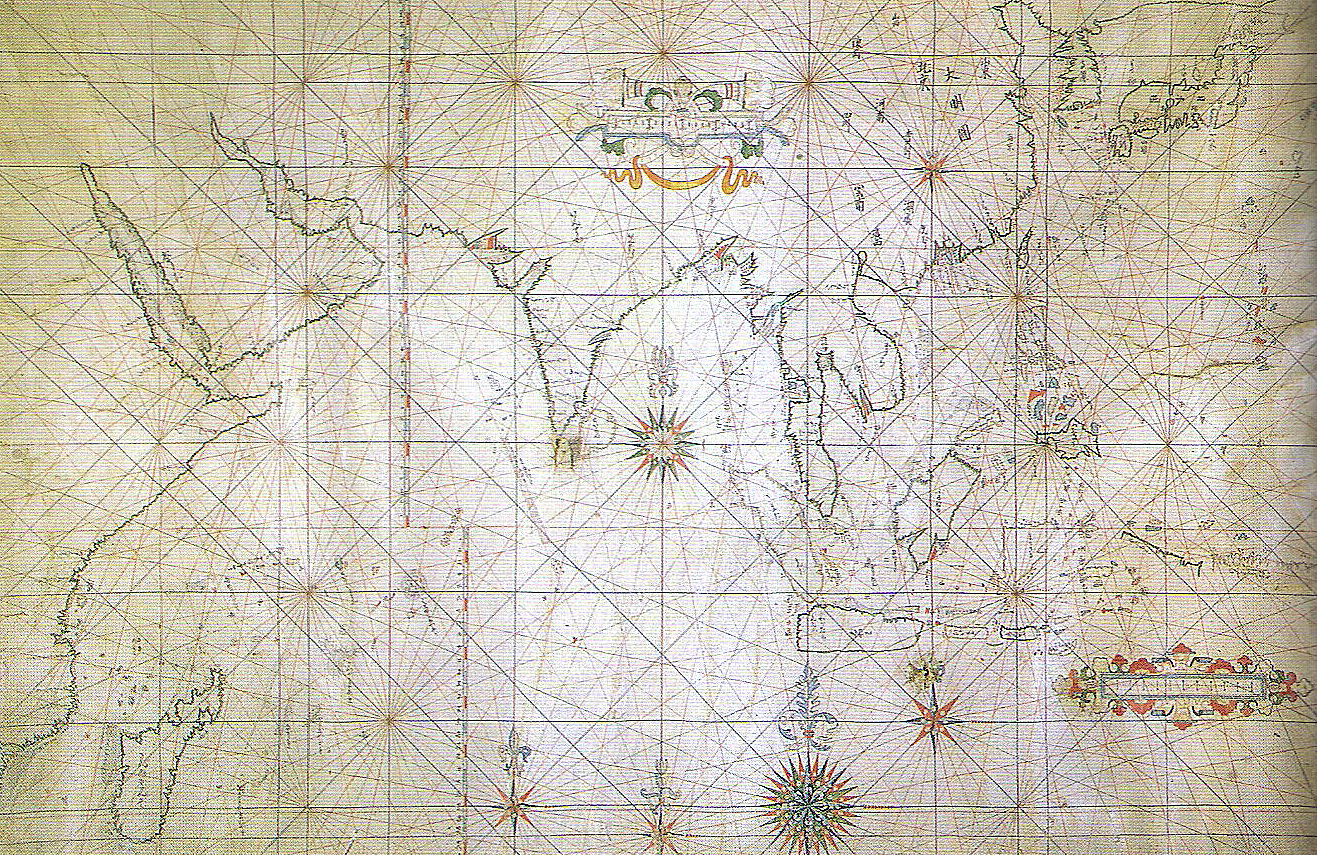
Mapa de navegación portulano japonés, que representa el Océano Índico y la costa de Asia oriental, a principios del.

Durante los siglos XVI y XVII, los barcos japoneses también hicieron incursiones en el comercio del Océano Índico a través del sistema de embarcacionesShuinsen.

## Período musulmán
Durante el período musulmán, en el que los musulmanes habían dominado el comercio a través del Océano Índico, los guyaratis traían especias de las Molucas y seda de China, a cambio de artículos manufacturados como textiles, y luego los vendían a los egipcios y árabes. Calicut era el centro de las exportaciones de pimiento indio al mar Rojo y Europa en ese momento siendo los comerciantes egipcios y árabes particularmente activos.
Los misioneros y comerciantes árabes comenzaron a difundir el Islam a lo largo de las costas occidentales del océano Índico desde el siglo VIII, si no antes. En Shanga, Kenia, se ha encontrado una mezquita de piedra suajili que data de los siglos VIII-XV. El comercio a través del océano Índico introdujo gradualmente la escritura árabe y el arroz como alimento básico en África oriental. Los comerciantes musulmanes comerciaron con un estimado de 1000 esclavos africanos anualmente entre 800 y 1700, un número que creció hasta c. 4000 durante el siglo XVIII y 3700 durante el período 1800-1870. El comercio de esclavos también se produjo en el océano Índico oriental antes de que los holandeses se establecieran allí alrededor de 1600, pero se desconoce el volumen de este comercio.
En Madagascar, los comerciantes y traficantes de esclavos de Oriente Medio (persas de Shiraz, árabes omaníes, judíos arabizados, acompañados por bantúes del sudeste de África) y de Asia (guyaratis, malayos, javaneses, bugis) se integraron a veces en los clanes indígenas malgaches. Nuevas oleadas de inmigrantes austronesios llegaron a Madagascar en este momento dejando un legado cultural y genético duradero.

## Período de exploración colonial europea

### Período portugués
Los portugueses bajo el mando de Vasco da Gama descubrieron una ruta naval al océano Índico a través del extremo sur de África en 1497-1498. Inicialmente, los portugueses estaban activos principalmente en Calicut, pero la región norte de Guyarat era aún más importante para el comercio y un intermediario esencial en el comercio este-oeste.
La trata de esclavos europea en el océano Índico comenzó cuando Portugal estableció el Estado da Índia a principios del siglo XVI. Desde entonces hasta la década de 1830, c. 200 esclavos de Mozambique anualmente y se han estimado cifras similares para los esclavos traídos de Asia a Filipinas durante la Unión Ibérica (1580-1640).

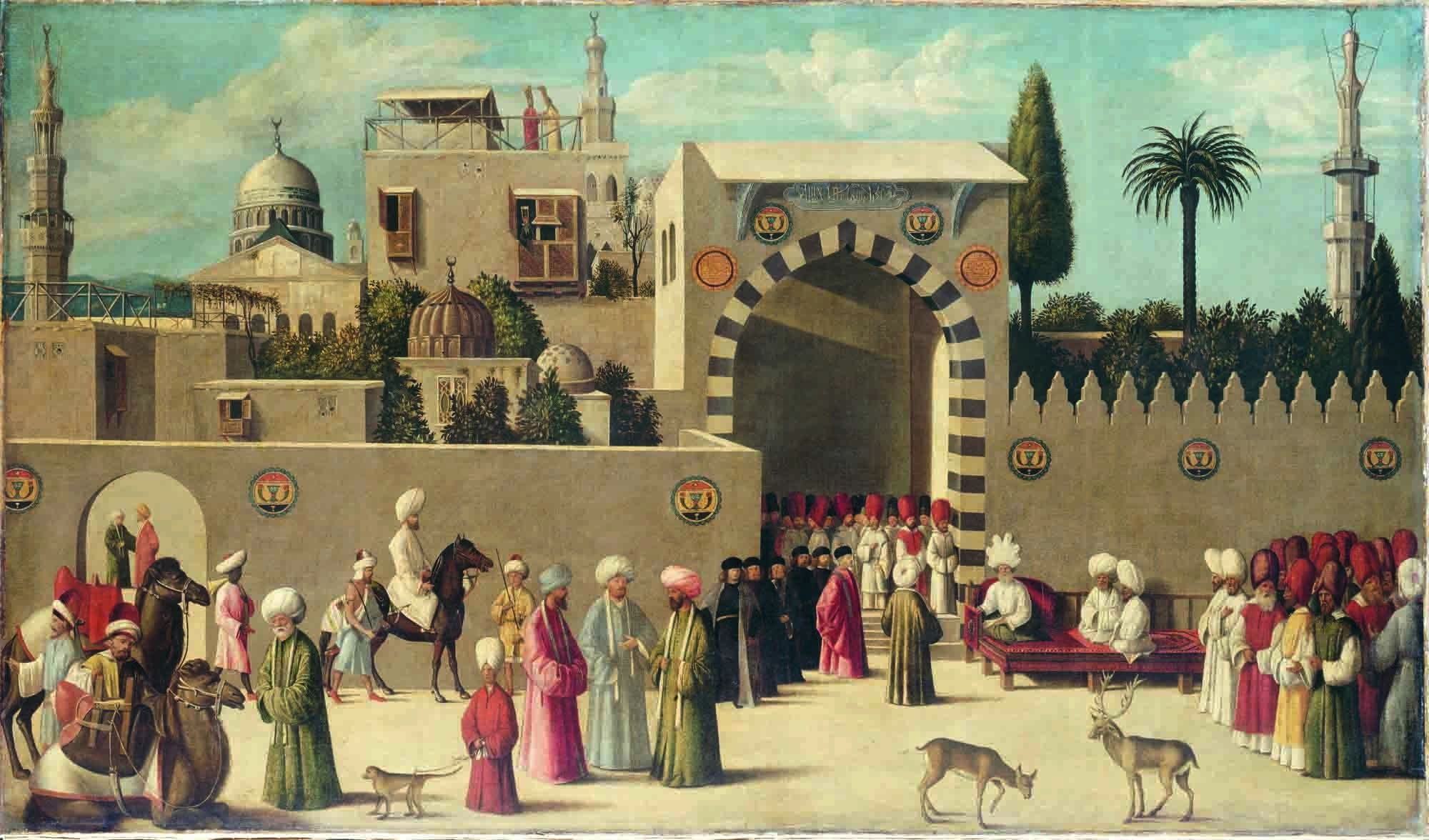
Recepción de embajadores venecianos en Damasco en la época de Qaitbey.

Los intereses venecianos se vieron directamente amenazados a medida que se eliminaron los patrones comerciales tradicionales y los portugueses pudieron subestimar a los venecianos en el comercio de especias en Europa. Venecia rompió relaciones diplomáticas con Portugal y comenzó a buscar formas de contrarrestar su intervención en el océano Índico, enviando un embajador a la corte egipcia. Venecia negoció la reducción de los aranceles egipcios para facilitar la competencia con los portugueses y sugirió que se tomasen "remedios rápidos y secretos" contra los portugueses. Los mamelucos enviaron una flota en 1507 al mando de Amir Husain Al-Kurdi, que lucharía en la batalla de Chaul.
Los otomanos intentaron desafiar la hegemonía de Portugal en la región del Golfo Pérsico enviando una armada contra los portugueses al mando de Ali Bey en 1581. Fueron apoyados en este esfuerzo por los jefes de varios principados locales y ciudades portuarias como Muscat, Gwadar y Pasni. Sin embargo, los portugueses interceptaron y destruyeron la Armada Otomana con éxito. Posteriormente, los portugueses atacaron a Gwadar y Pasni en la costa de Makrán y los saquearon en represalia por brindar ayuda y consuelo al enemigo.

### Periodo holandés e inglés

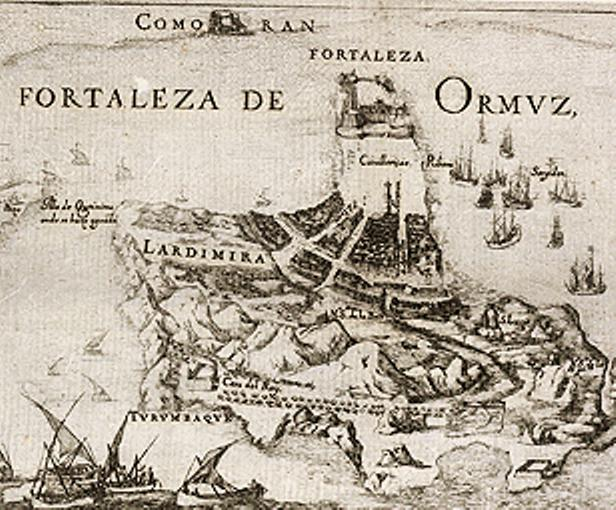
La isla de Ormuz fue capturada por una fuerza anglopersa en 1622.

Durante el siglo XVI, los portugueses habían establecido bases en el Golfo Pérsico. En 1602, el ejército iraní bajo el mando del Imam-Quli Khan Undiladze logró expulsar a los portugueses de Baréin. En 1622, con la ayuda de cuatro barcos ingleses, Abbas retomó Ormuz de manos de los portugueses en la captura de Ormuz. Lo reemplazó como centro comercial con un nuevo puerto, Bandar Abbás, cercano en el continente, pero nunca tuvo tanto éxito.
El establecimiento de la Compañía Holandesa de las Indias Orientales a principios del siglo XVII condujo a un rápido aumento del volumen de la trata de esclavos en la región; quizás hubo hasta 500 000 esclavos en varias colonias holandesas durante los siglos XVII y XVIII en el océano Índico. Por ejemplo, se utilizaron unos 4000 esclavos africanos para construir la fortaleza de Colombo en el Ceilán holandés. Bali y las islas vecinas suministraron redes regionales con c. 100 000–150 000 esclavos 1620-1830. Los traficantes de esclavos indios y chinos suministraron a la Indonesia holandesa quizás 250 000 esclavos durante los siglos XVII y XVIII.
La Compañía de las Indias Orientales (EIC) se estableció durante el mismo período y en 1622 uno de sus barcos transportaba esclavos desde la costa de Coromandel hasta las Indias Orientales Neerlandesas . La EIC comerciaba principalmente con esclavos africanos, pero también algunos esclavos asiáticos comprados a traficantes de esclavos indios, indonesios y chinos. Los franceses establecieron colonias en las islas de Reunión y Mauricio en 1721; en 1735 unos 7200 esclavos poblaban las islas Mascareñas, un número que había llegado a 133 000 en 1807. Los británicos capturaron las islas en 1810, sin embargo, y debido a que los británicos habían prohibido el comercio de esclavos en 1807, se desarrolló un sistema de comercio clandestino de esclavos para llevar esclavos a los colonos franceses en las islas; en total 336 a 388 mil esclavos fueron exportados a las islas Mascareñas desde 1670 hasta 1848.
En total, los comerciantes europeos exportaron 567,900 - 733,200 esclavos dentro del océano Índico entre 1500 y 1850 y casi esa misma cantidad se exportó desde el océano Índico a las Américas durante el mismo período. El comercio de esclavos en el océano Índico fue, sin embargo, muy limitado en comparación con c. 12 000 000 esclavos exportados a través del Atlántico.